# Estensione del bordo di attacco
L'estensione del bordo di attacco (Leading Edge Extension, LEX) è un componente degli aeromobili.

Estensioni del bordo d'attacco

Nelle teorie sui profili alari viene esattamente indicato come "bordo d'entrata" (o "d'attacco", o Leading Edge, LE) il punto geometrico fisso coincidente con l'estremo anteriore (arrotondato in genere, ma non sempre) dello scheletro (o linea media) del profilo; tale punto per costruzione è, pertanto, anche appartenente al contorno anteriore del corpo e non è variabile con l'incidenza (o assetto) dello stesso.
Le estensioni del bordo d'entrata hanno la funzione di modificare il profilo alare al fine di migliorarne le prestazioni ad alti angoli di incidenza, ovvero hanno la funzione di evitare una separazione della vena fluida che causerebbe uno stallo.

## Ipersostentatori di bordo d’attacco
Gli ipersostentatori collocati sul bordo d’attacco possono essere di diversa tipologia ma agiscono tutti nella stessa maniera, ovvero aumentando la curvatura del profilo alare e, in maniera minore, la sua superficie al fine di incrementare la portanza a basse velocità ed evitare lo stallo. Le tipologie di ipersostentatori di bordo d’attacco sono:
- slat: sono superfici aerodinamiche che, quando vengono estese tramite un meccanismo di scorrimento, producono un aumento della curvatura del profilo alare, un aumento della superficie alare e una fessura attraverso la quale un flusso d’aria veloce energizza lo strato limite sul dorso dell'ala;[1]
- aletta Handley-Page (in inglese leading edge slot): a differenza dello slat, la movimentazione dei leading edge slot, laddove sia presente dal momento che in genere sono fissi, avviene esclusivamente in avanti creando una fessura che permette all’aria di passare al dorso dell’ala energizzando lo strato limite e ritardando la separazione della vena fluida, ovvero posticipando lo stallo;[1]
- aletta Krüger (in inglese Krüger flap oppure leading edge flap): svolge le medesime funzione dello slat, ma è costituita da una superficie che ruotando si estende dal ventre dell'ala aprendosi di fronte al bordo d’attacco;[1]
- droop flap: in questa configurazione la movimentazione non riguarda una superficie particolare ma l’intero bordo d’attacco, che viene abbassato per svolgere le funzioni richieste.[2]

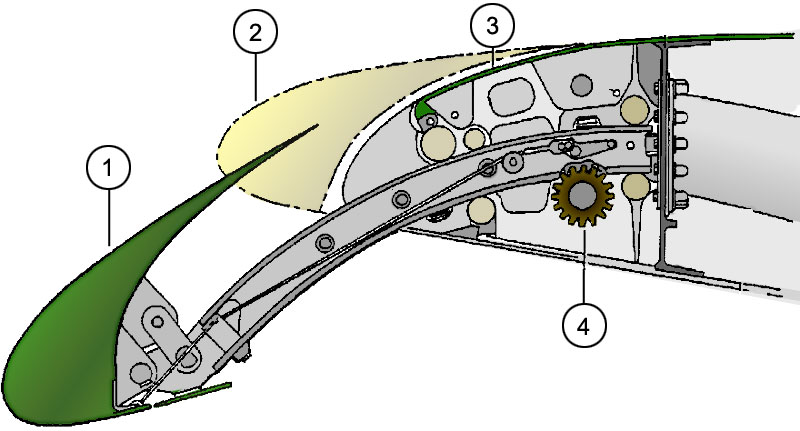
Meccanismo degli slat di un Airbus A319: 1 - slat esteso, 2 - slat ritratto, 3 - superficie alare, 4 - meccanismo di estrazione
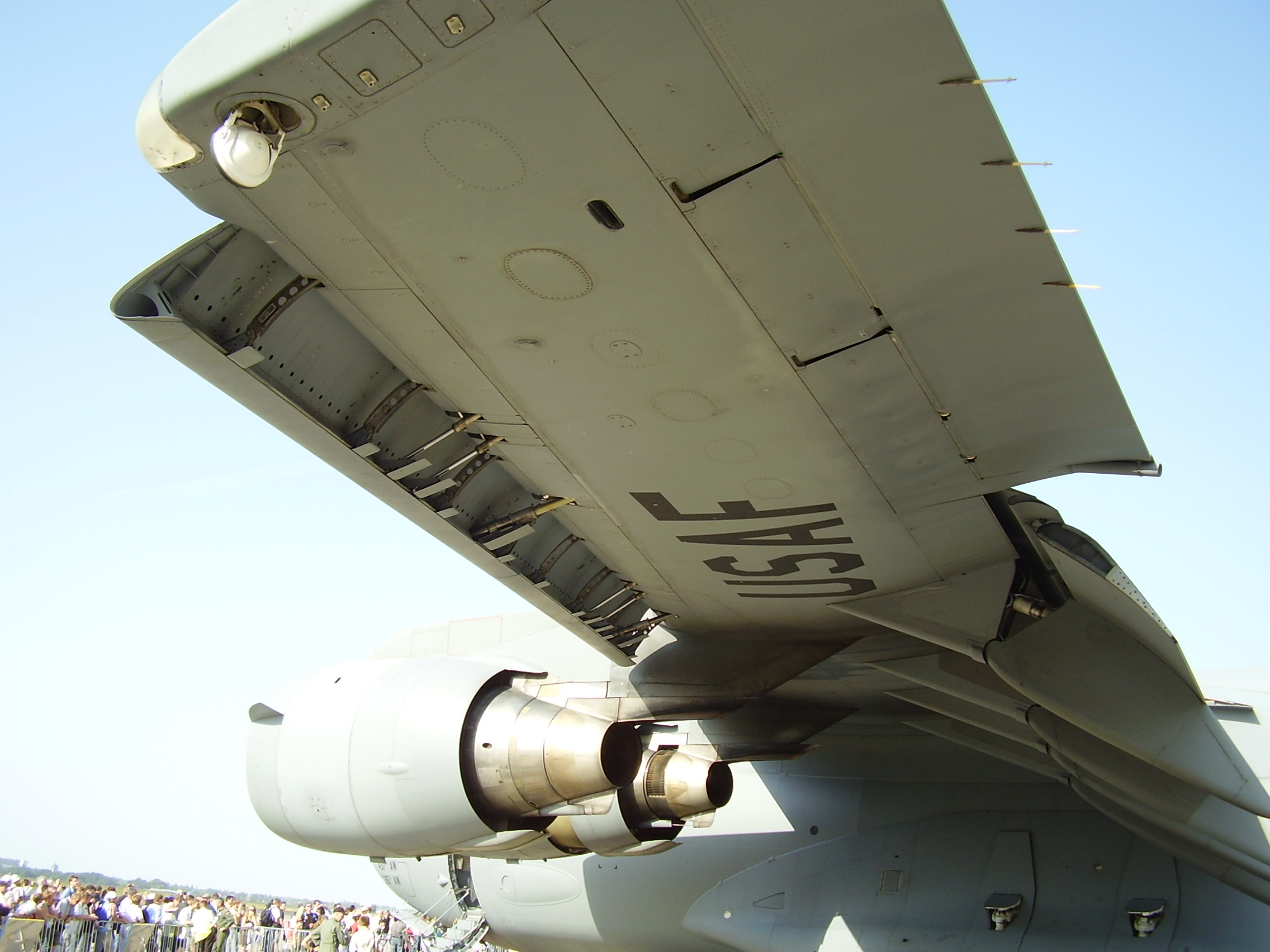
Vista degli slat di un Boeing C-17 Globemaster III
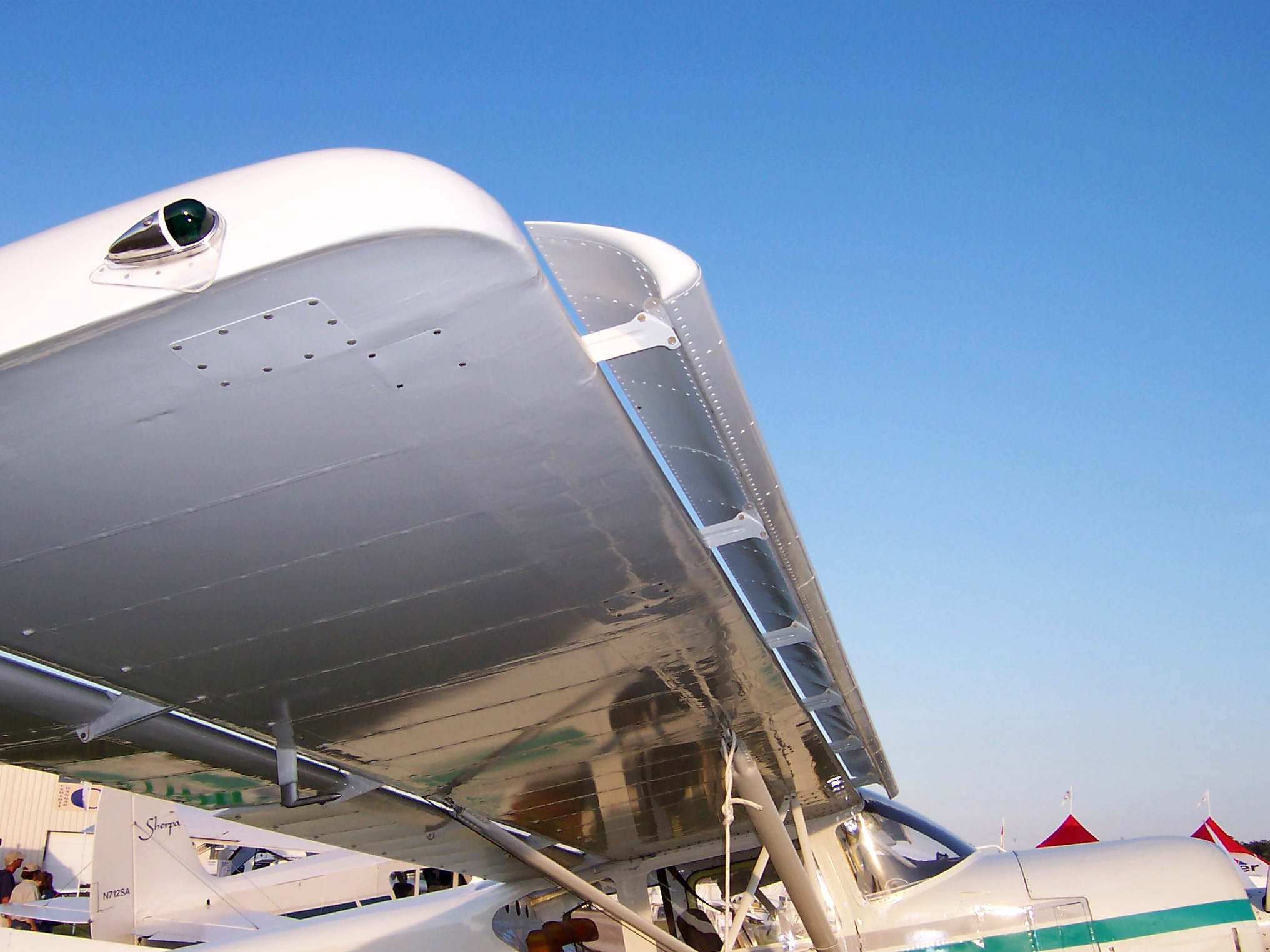
Aletta Handley-Page fissa
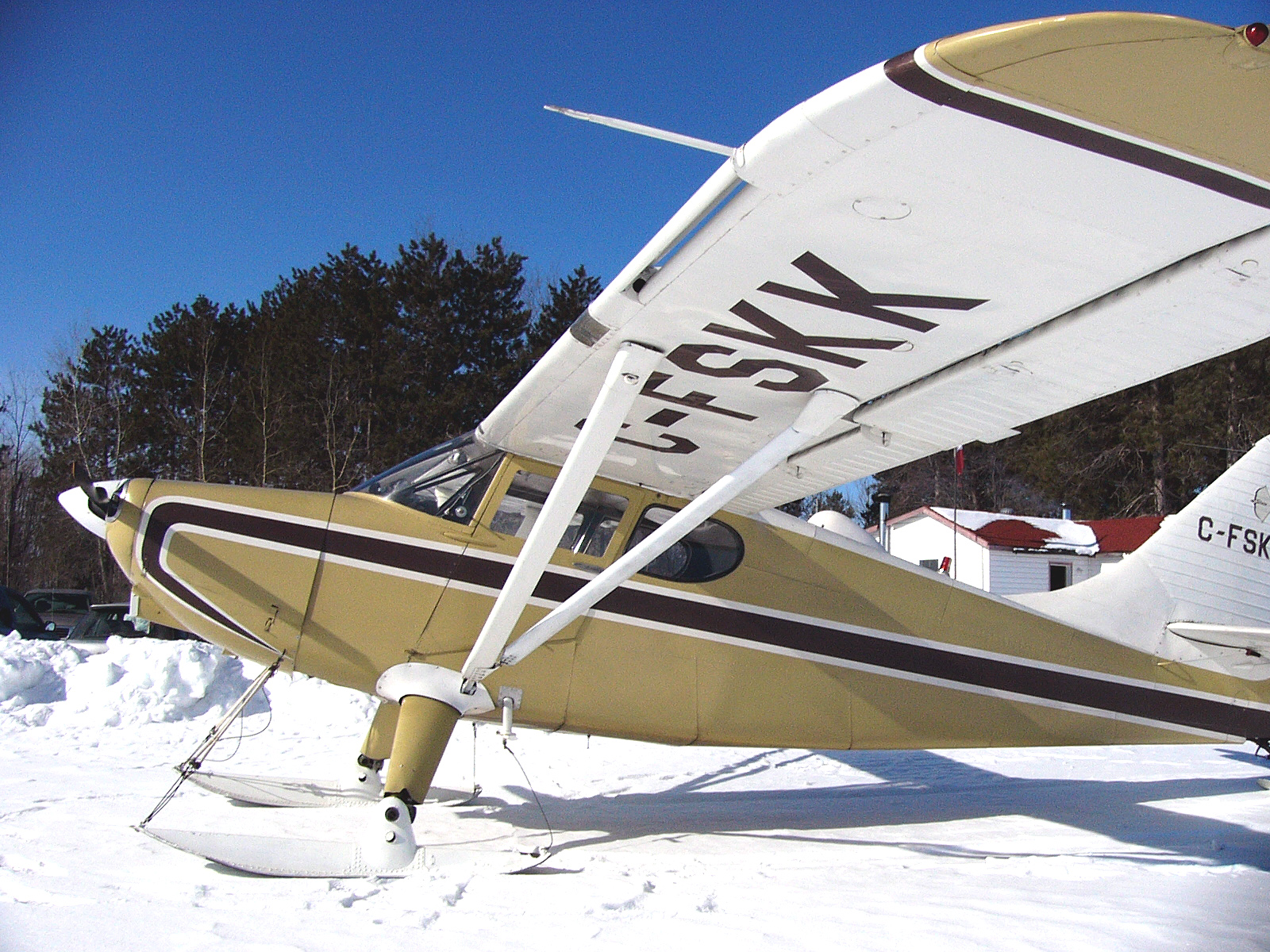
Leading edge slot fisso su uno Stinson 108
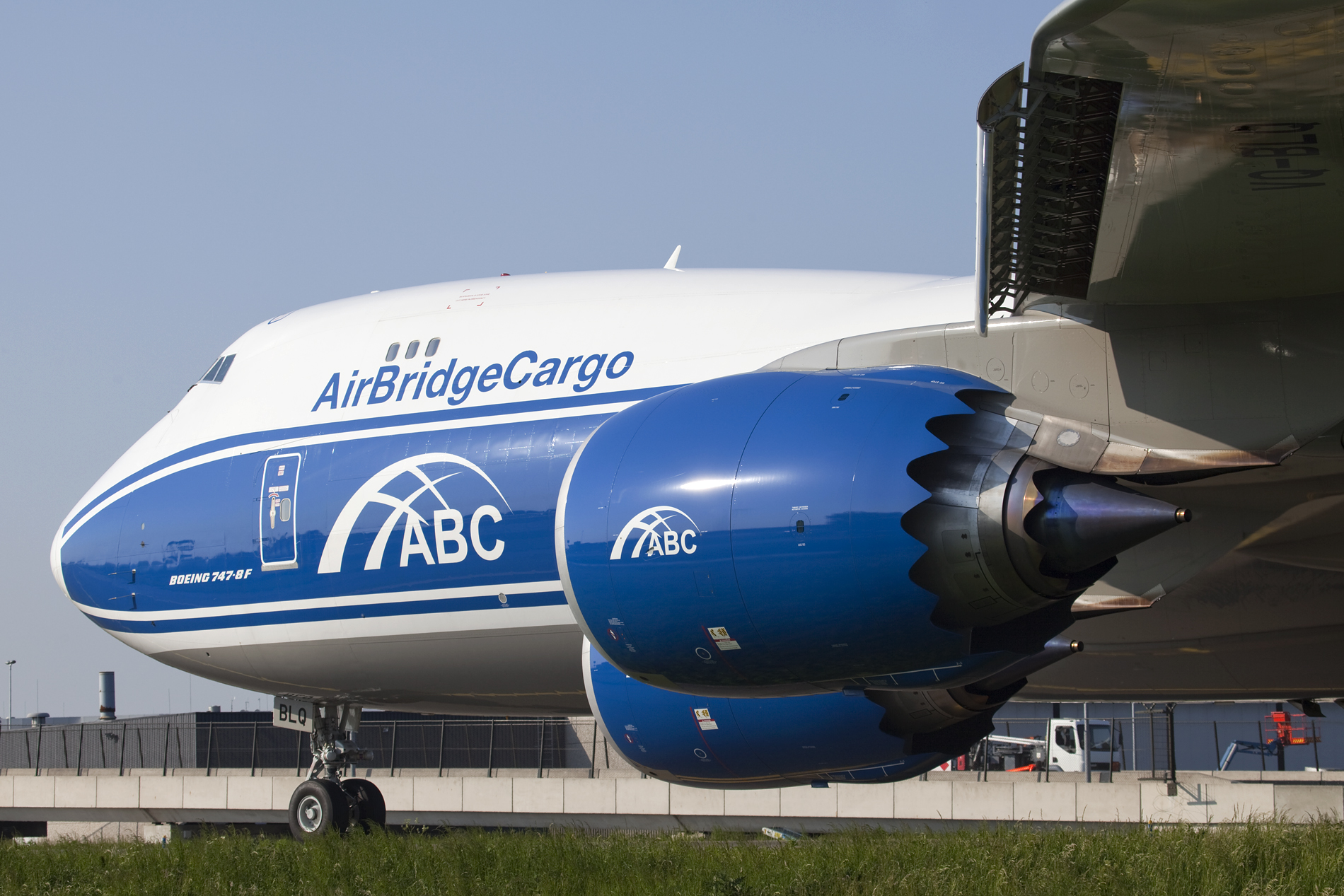
Krüger flaps su un Boeing 747-8F
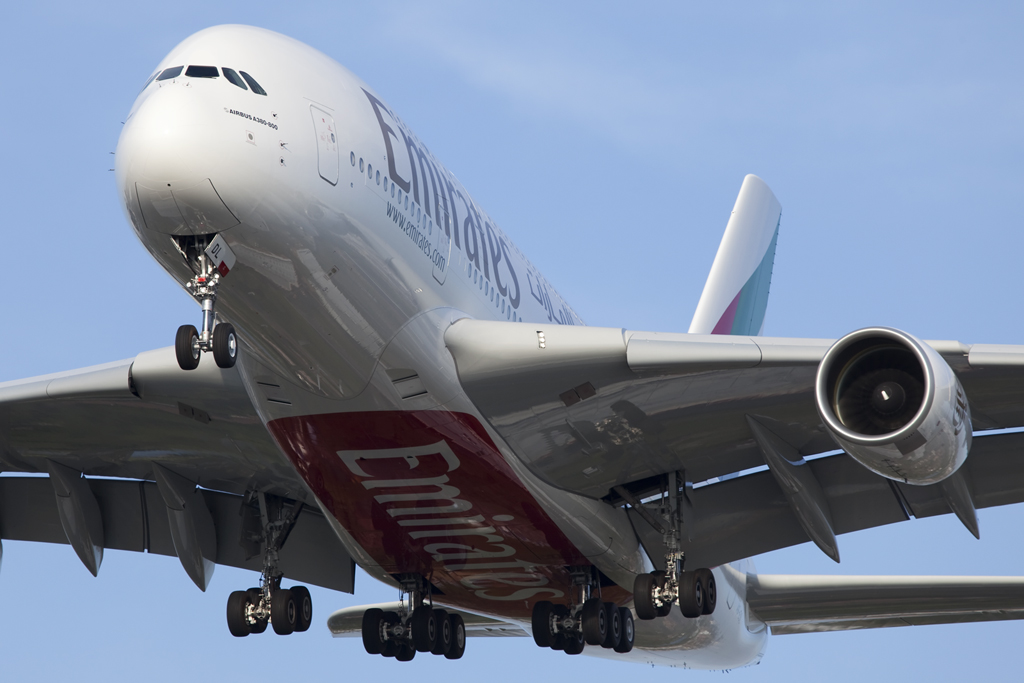
L'Airbus A380 monta due droop flaps per ala nella parte prossima alla fusoliera

## Stall strip
Le stall strips sono discontinuità spigolose collocate generalmente in prossimità della radice alare che hanno lo scopo di anticipare la separazione locale del fluido ad angoli di incidenza elevati al fine di rendere consapevole il pilota della situazione e di salvaguardare le superfici di controllo primarie, come gli alettoni, da uno stallo imminente; una volta che il flusso viene separato, la radice alare stalla prima del resto dell’ala e viene coinvolta dal fenomeno aeroelastico detto buffeting, caratterizzato da vibrazioni ad alta frequenza ma di modesta intensità.

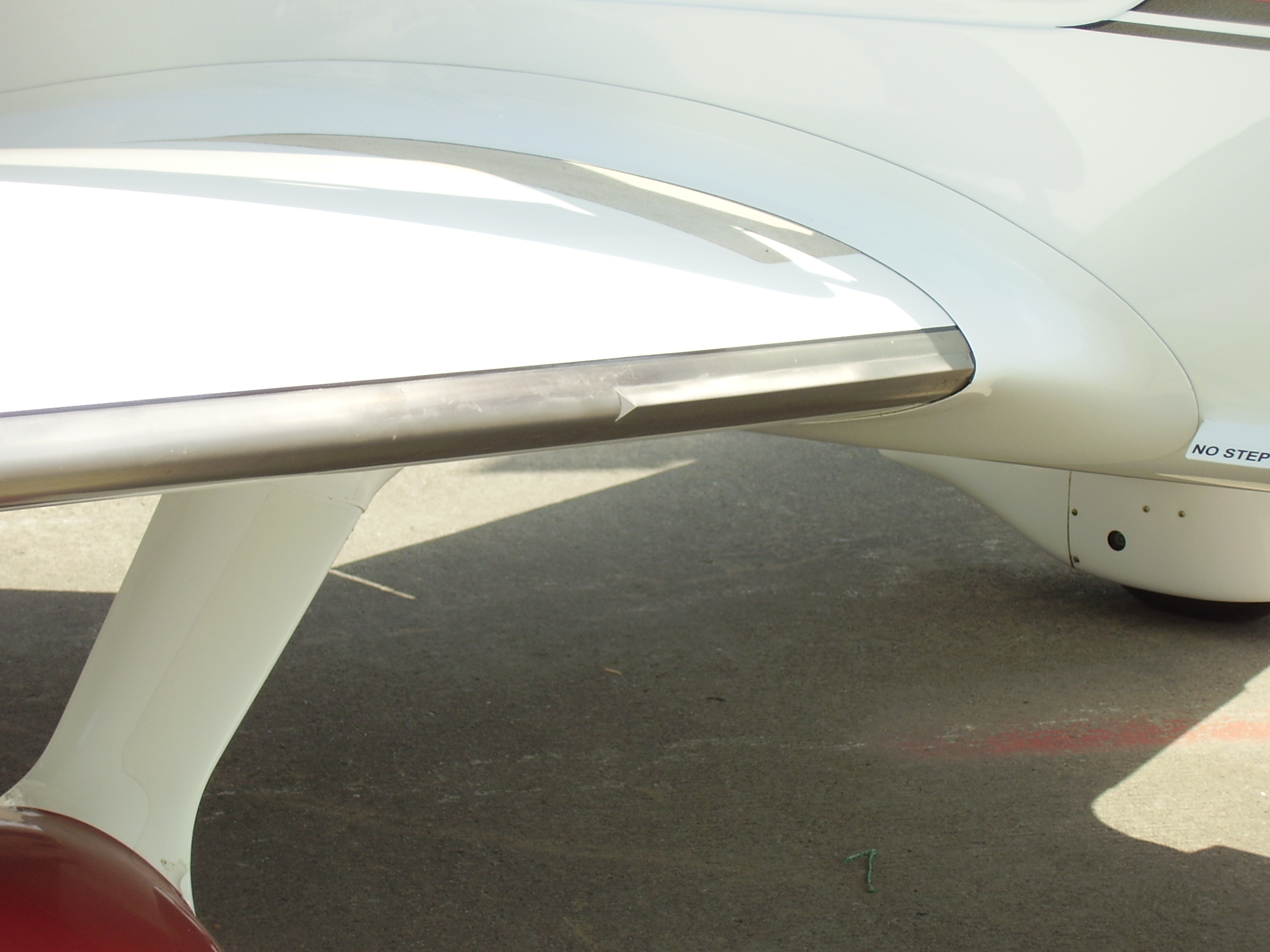
Stall strip su un Cirrus SR22
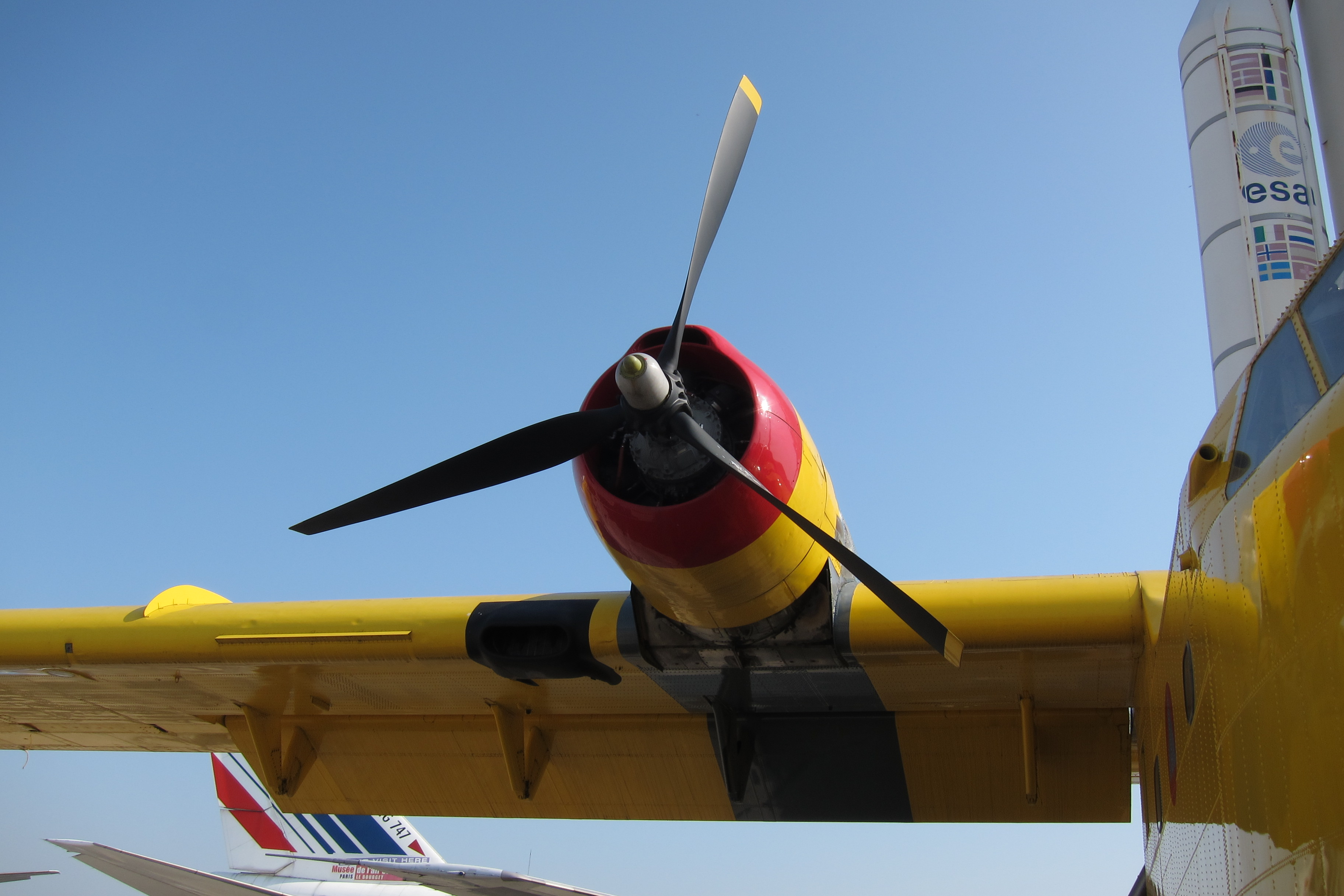
Stall strip su un Canadair CL-215

## Dente di sega
Il dente di sega (in inglese dogtooth extension) è una discontinuità dalla forma a zig-zag che può essere installata su aerei con ali a freccia o a delta e che determina la formazione di un vortice che scorre verso il bordo di uscita del dorso alare.
A causa della freccia alare, il flusso che entra dal bordo d’attacco tende a spostarsi, nel suo percorso sull'ala, verso l’estremità alare attraversando un gradiente di pressione che può indurne la separazione; nel caso il flusso si separi, questo investe gli alettoni rendendoli inefficaci e rendendo ingovernabile l'aereo. Il vortice generato dal dente di sega permette alla vena fluida di rimanere attaccata all'ala senza compromettere la funzionalità delle superfici di controllo.

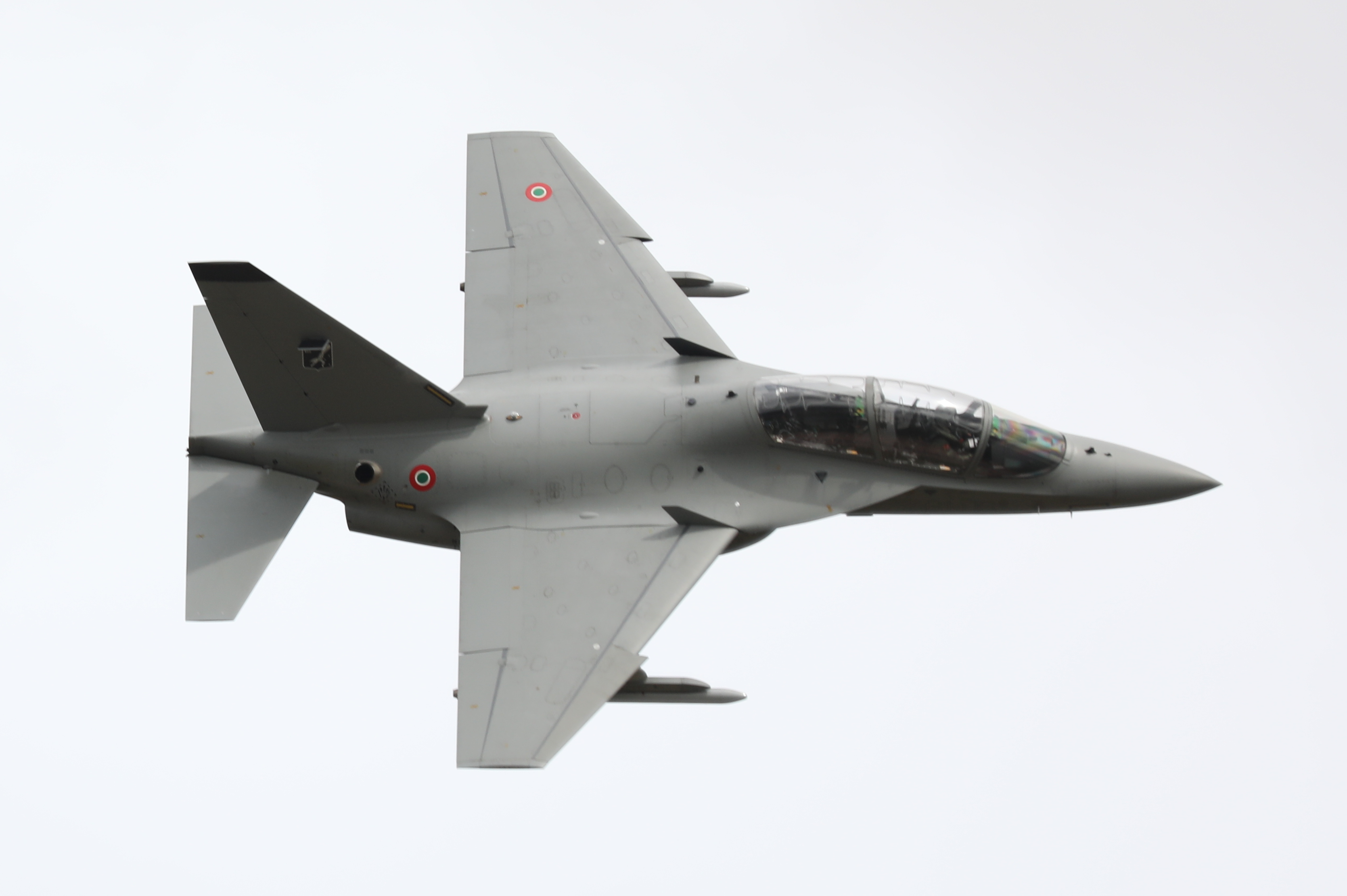
Dente di sega su un Alenia Aermacchi M-346 Master
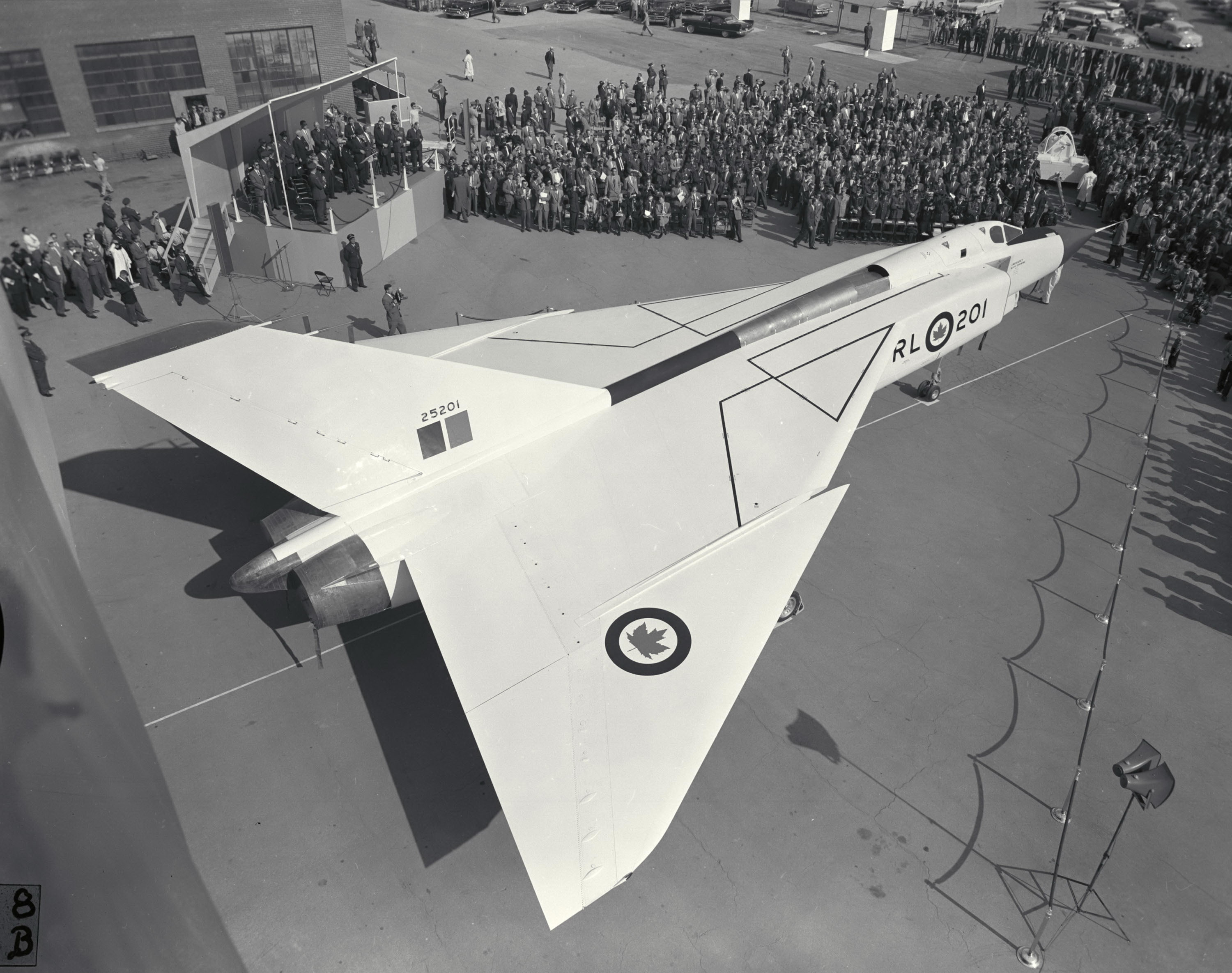
Dente di sega su un Avro Canada CF-105 Arrow
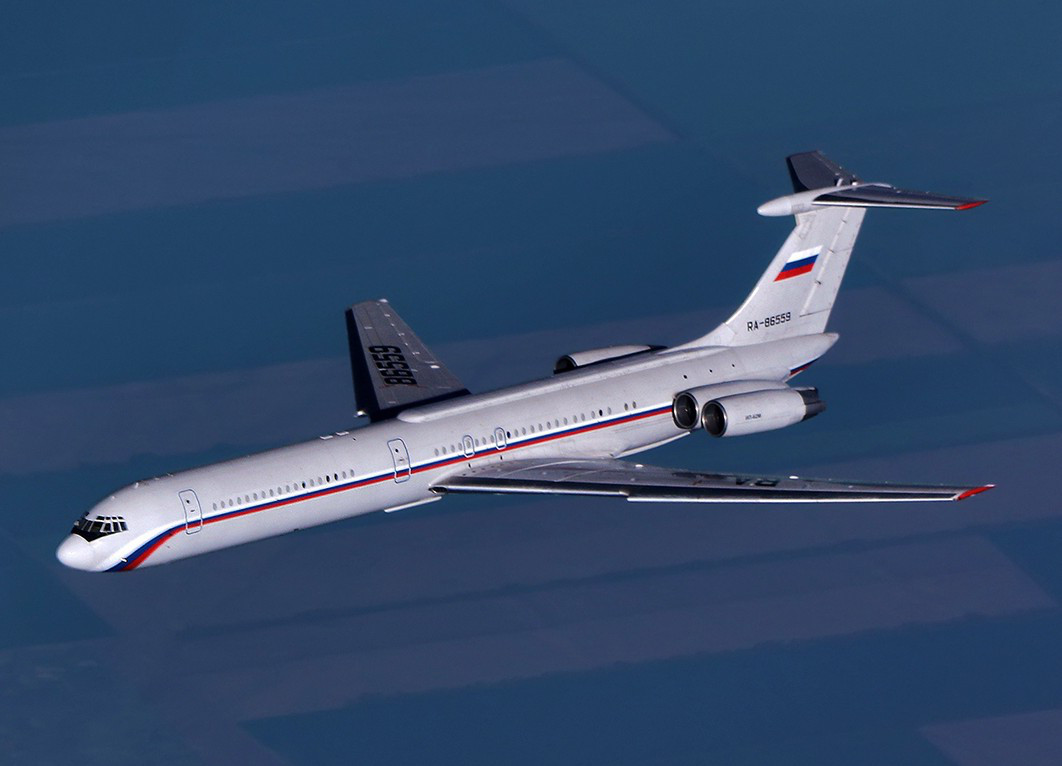
L'Ilyushin Il-62 è l'unico aereo di linea ad essere dotato del dente di sega su tutti i modelli

## Leading edge cuff
Il leading edge cuff (o anche wing cuff) è un dispositivo aerodinamico fisso che suddivide l’ala in porzioni da caratteristiche aerodinamiche differenti, modificandone i profili e introducendo una discontinuità. Viene applicato verso le estremità alari per migliorare le prestazioni locali dell’ala ad alti angoli di incidenza per evitare lo stallo degli alettoni, combinando gli effetti dei droop flaps e del dente di sega. Grazie alla sua semplicità ed economicità, questo dispositivo può essere installato anche in una fase successiva alla messa in servizio di un aereo grazie ad appositi kit.

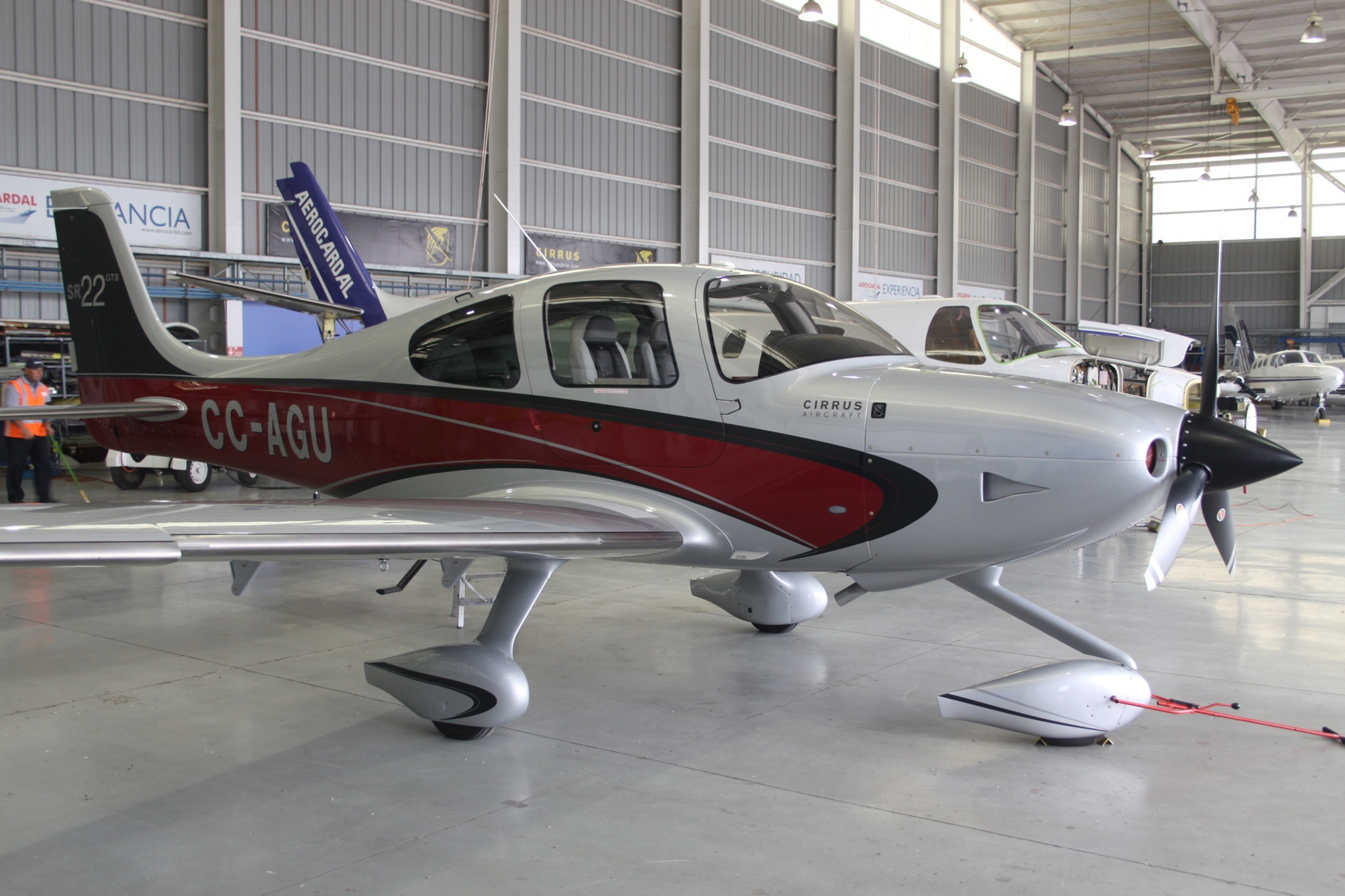
Alcuni Cirrus SR22 possono essere dotati di wing cuff
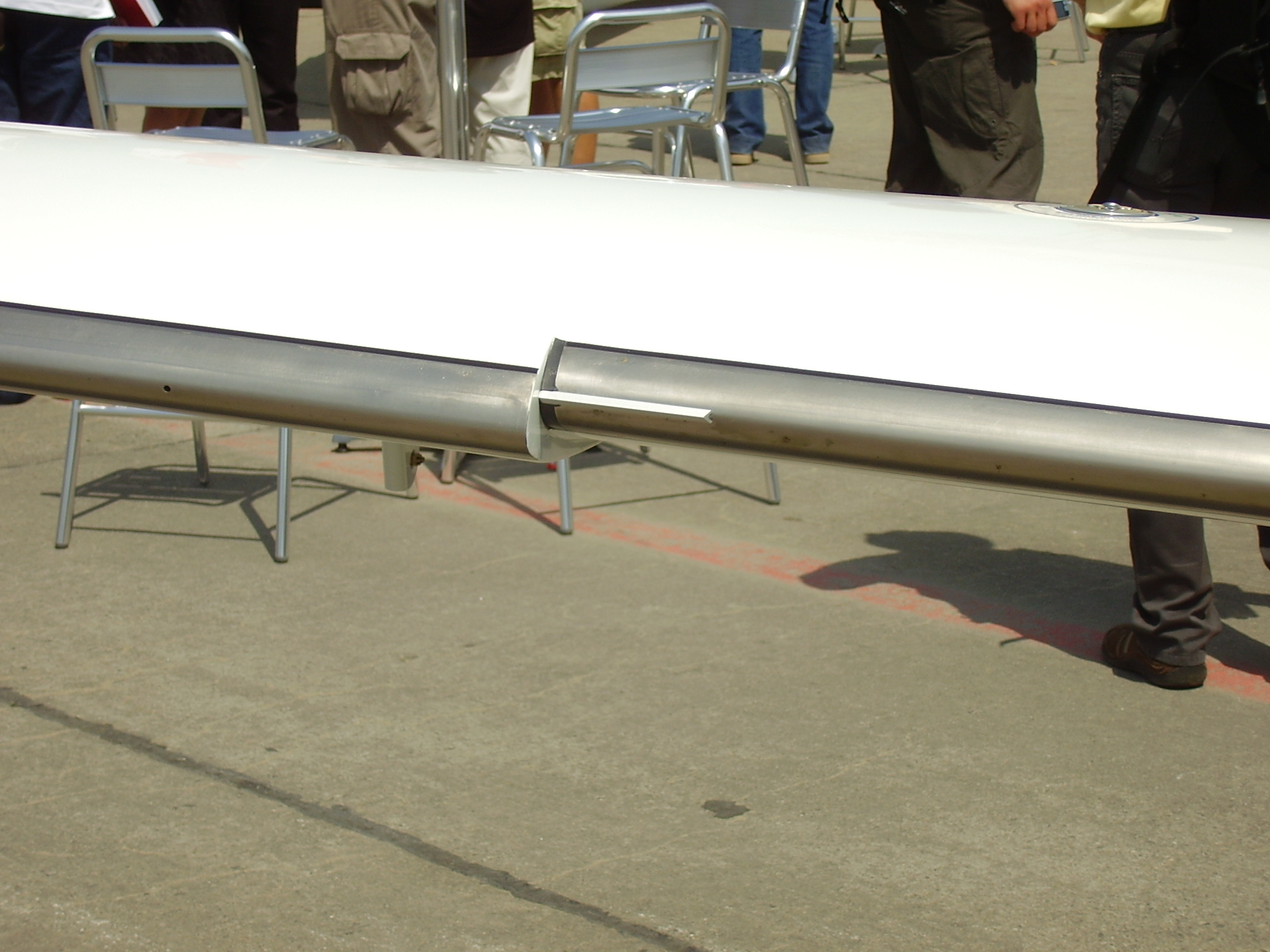
Dettaglio del wing cuff di un SR22, con una stall strip localizzata nei pressi della discontinuità
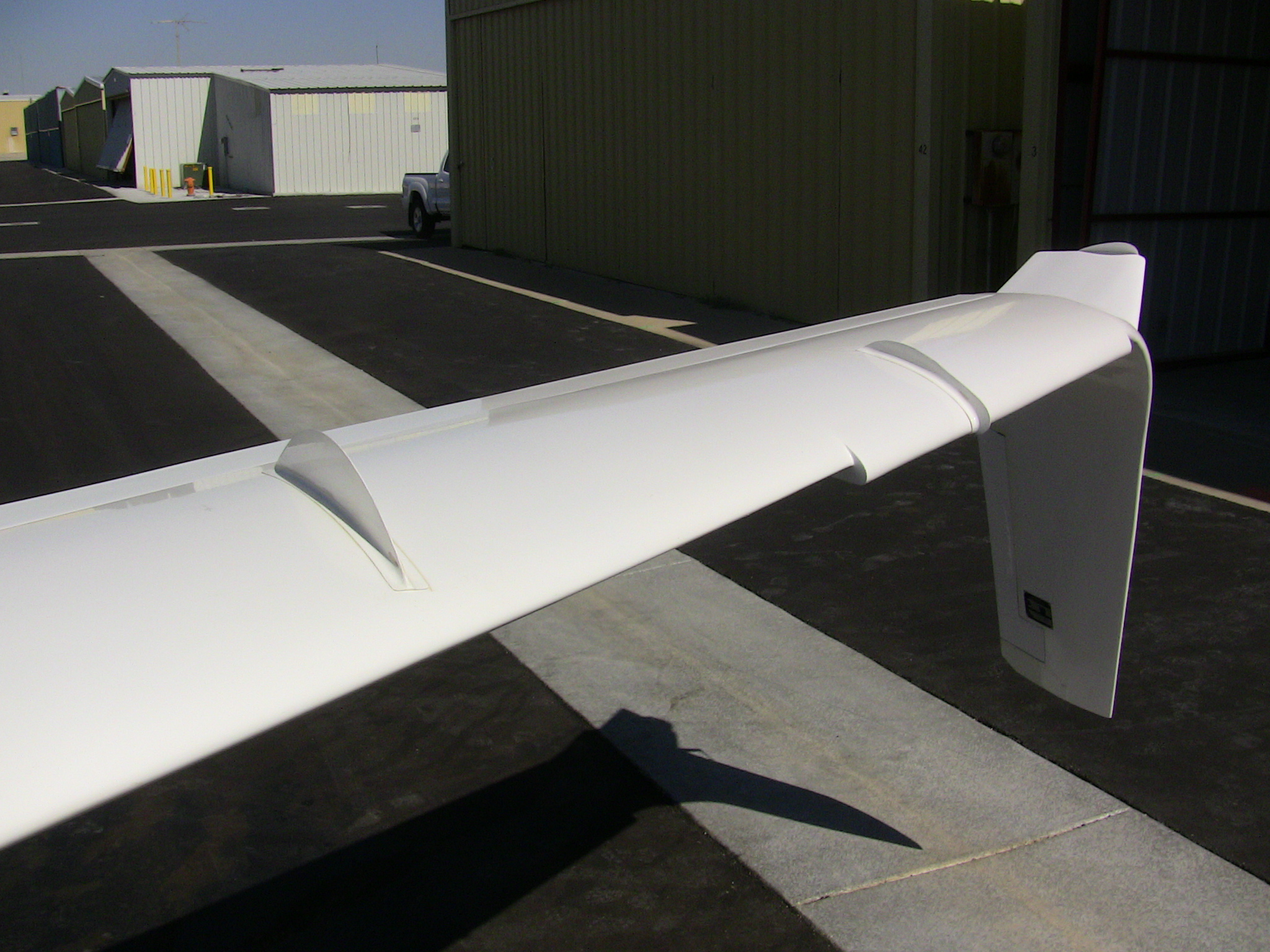
Wing cuff sull'Avery JA-5 Walrus, un prototipo di un aereo assemblabile in casa
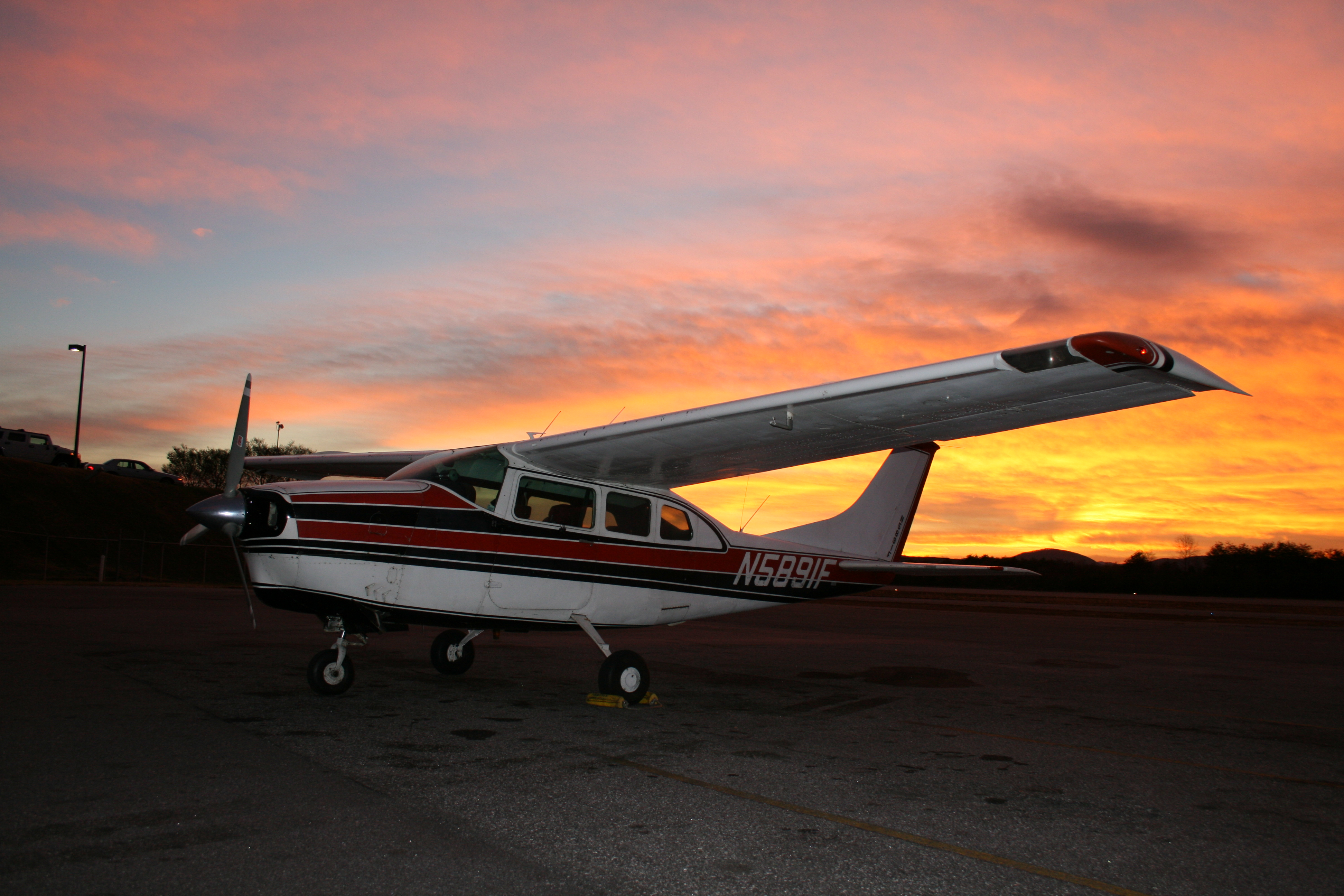
Wing cuff installati alle estremità alari di un Cessna 210

## Leading edge root extension
Il leading edge root extension (LERX) è un prolungamento della radice alare, utilizzato essenzialmente sui caccia e su alcuni addestratori avanzati, caratterizzato da un angolo di freccia elevato e da un bordo d'attacco sottile. La sua presenza induce, ad elevati angoli d’incidenza, la nascita di un flusso turbolento in radice alare che si propaga su tutta l’ala, ritardando la separazione della vena fluida e di conseguenza lo stallo fornendo energia allo strato limite e stabilizzando i vortici generati dal bordo d’attacco, mantenendoli attaccati alla superficie.
Un’alternativa economica ai LERX destinata ad aerei meno performanti è costituita da generatori di vortici posizionati in fusoliera appena davanti alla radice alare il cui comportamento è analogo a quello dei LERX.

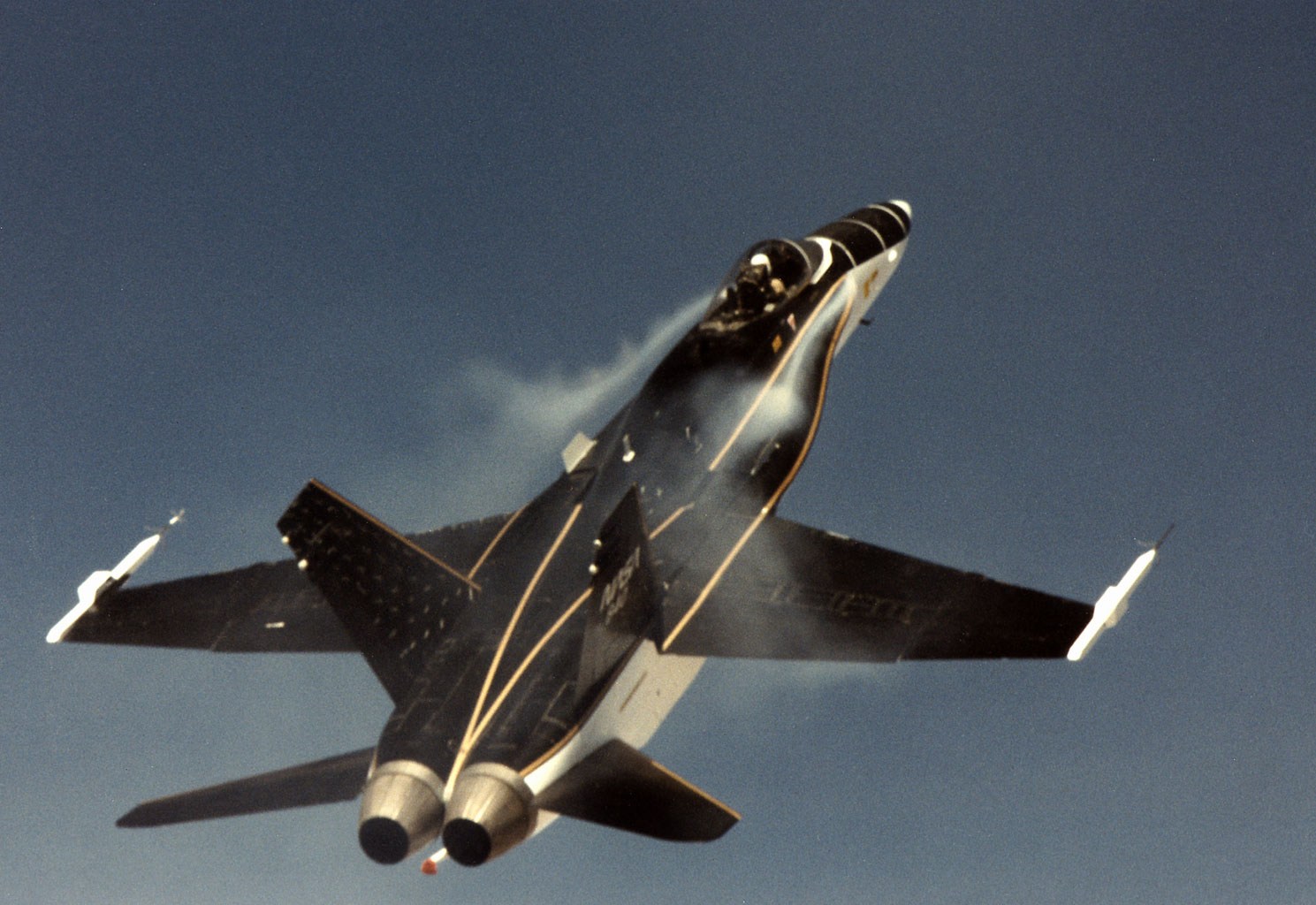
La condensa sul dorso dell'ala dell'High Alpha Research Vehicle mostra lo sviluppo del vortice generato dal lungo LERX
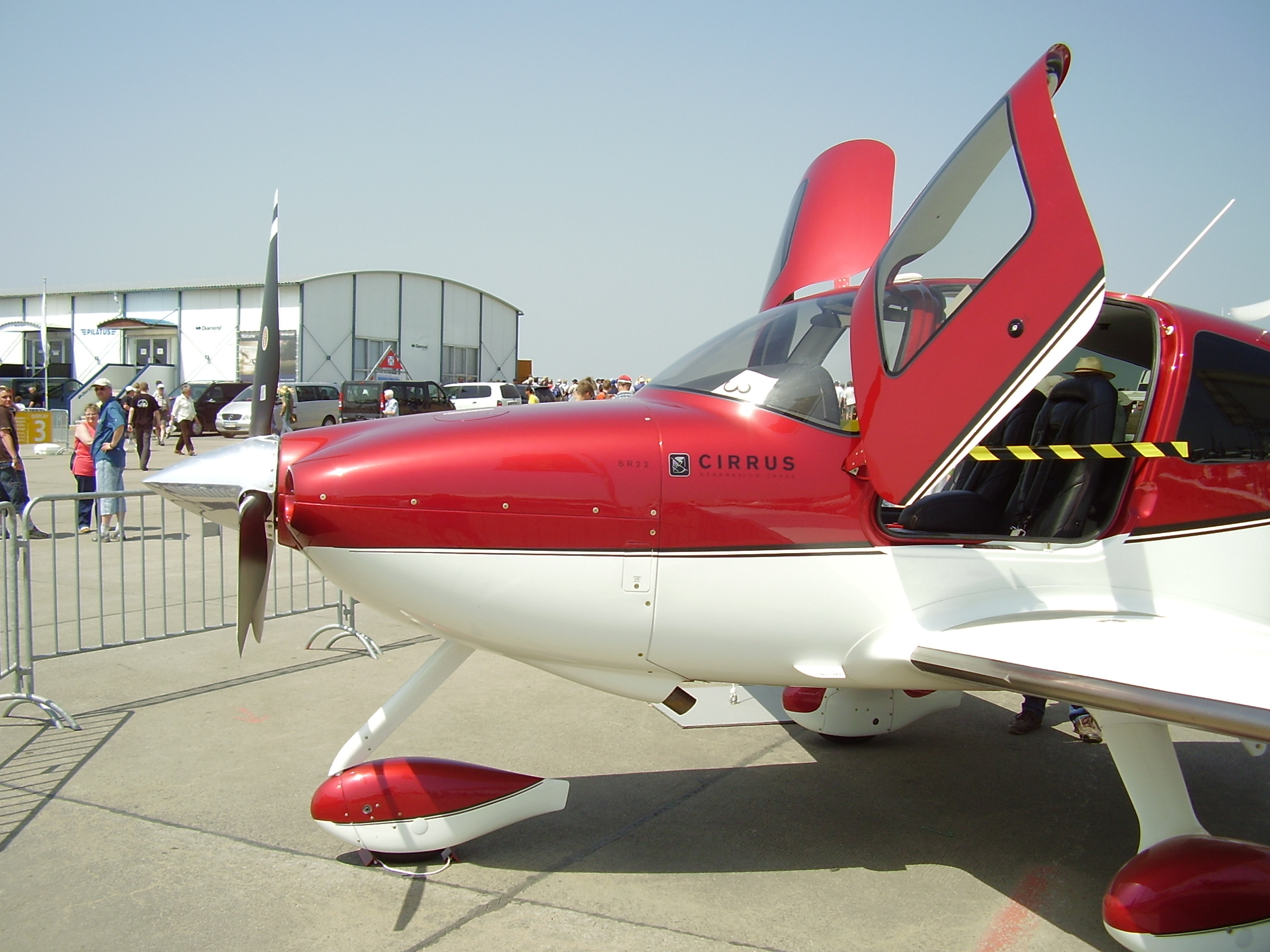
Generatore di vortici su un Cirrus SR22 collocato appena davanti alla radice alare

## Leading edge vortex controller
Il leading-edge vortex controller (LEVCON) agisce combinando gli effetti del LERX e delle alette canard, ovvero è una superficie mobile il cui scopo è quello di generare, ad alti angoli di incidenza, un vortice, offrendo la possibilità di controllarlo senza modificare l’assetto dell’aereo. Mentre i canard sono separati dall’ala e inducono un disturbo nel flusso che investe l’ala, il LEVCON non influenza le condizioni in cui il flusso raggiunge l’ala in quanto è una sua parte integrante; oltre a produrre un vantaggio aerodinamico, questo accorgimento strutturale contribuisce a ridurre sensibilmente la traccia radar dell’aereo. Il primo aereo ad essere dotato di LEVCON è il Sukhoi Su-57. Oltre che controllare il vortice ad alti angoli d'incidenza, questo sistema può svolgere anche la funzione di slat e compensatore.

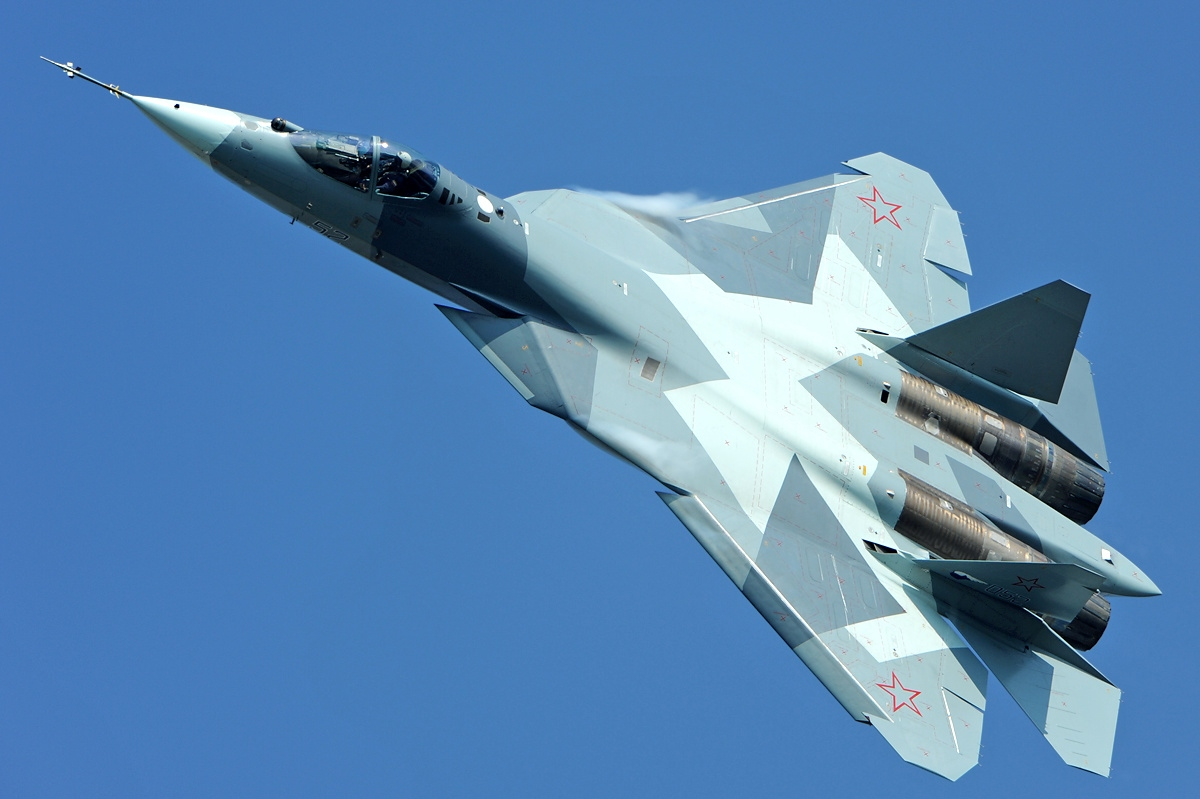
Il Sukhoi Su-57 è il primo aereo ad essere dotato di LEVCON
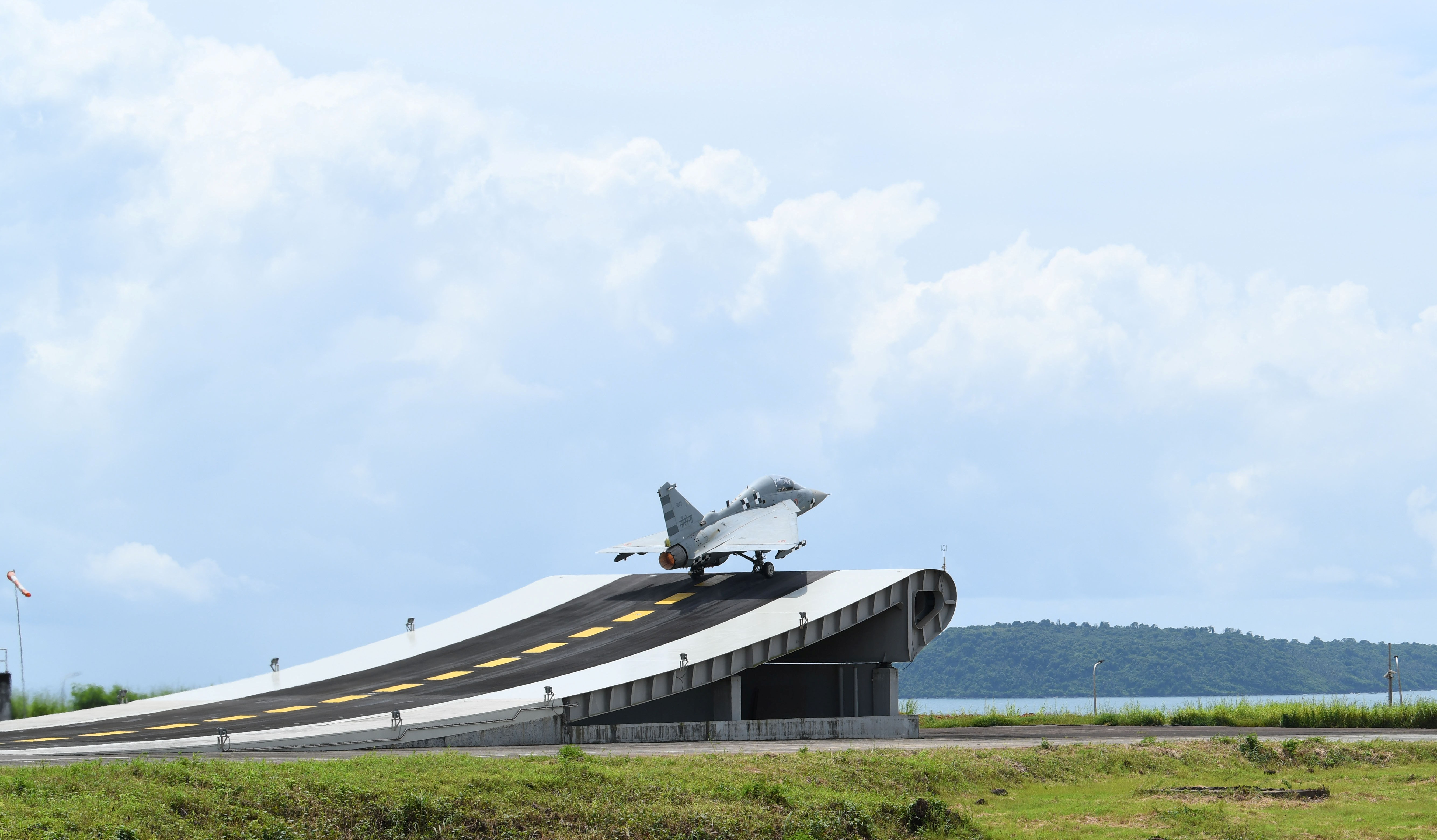
I prototipi imbarcati dell'HAL Tejas sono dotati di LEVCON